# Belvoir (Francia)
Belvoir è un comune francese di 104 abitanti situato nel dipartimento del Doubs nella regione della Borgogna-Franca Contea.

## Società

### Evoluzione demografica
Abitanti censiti